# Voleurs de stars
Ne doit pas être confondu avec The Bling Ring.
Pour plus de détails, voir Fiche technique et Distribution.
Voleurs de stars ou alternativement L'Amour du risque (The Bling Ring) est un téléfilm dramatique américain réalisé par Michael Lembeck, diffusé le 26 septembre 2011 sur Lifetime, et en France le 28 février 2012 sur TF1 sous le titre L'Amour du risque, puis Voleurs de stars pour les rediffusions.

## Synopsis
Tout juste arrivé dans son nouveau lycée près d'Hollywood, Zack Garvey, un adolescent cancre et mal dans sa peau, fait la connaissance d'un groupe de jeunes filles qui lui proposent de s'introduire dans les villas de célébrités pour se servir dans leur garde-robes. Heureux de se faire des amis et attirés par les fastes des stars de la télévision, Zack se laisse emporter dans un tourbillon et devient le leader de cette bande. Les choses se compliquent lorsque les cambrioleurs en herbe revendent, via les réseaux sociaux, des accessoires volés.

## Fiche technique
- Titre original : The Bling Ring
- Titre français : Voleurs de stars
- Titre alternatif : L'Amour du risque
- Réalisation : Michael Lembeck
- Scénario : Shelley Evans
- Direction artistique : Robb Wilson King
- Costumes : Salvador Pérez Jr.
- Photographie : Ousama Rawi
- Montage : Don Brochu
- Musique : Lawrence Shragge
- Production : Kyle A. Clark et Lina Wong
- Producteur exécutif : Leslie Hope[2]
- Sociétés de production : Dick Clark Productions ; Silver Screen Pictures (coproduction)
- Sociétés de distribution : Lifetime Television ; TF1 Diffusion
- Pays d'origine : États-Unis
- Langue originale : anglais
- Format : couleur
- Genre : drame
- Durée : 87 minutes
- Dates de sortie :
  -  États-Unis : 26 septembre 2011 sur Lifetime
  -  France : 28 février 2012 sur TF1[3]

## Distribution
- Jennifer Grey (VF : Virginie Ledieu) : Iris Garvey[2]
- Austin Butler (VF : Nathanel Alimi) : Zack Garvey
- Yin Chang (VF : Anouck Hautbois) : Natalie Kim
- Tracey Fairaway : Cherry
- Alex Feldman : Vin Savage
- Sebastian Sozzi : Détective Jenks
- Tom Irwin : Détective Archie Fishman
- Spencer Locke : Maddie Bishop
- Renee Olstead : April
- Alix Elizabeth Gitter : Moon

Sources et légende : Version française selon le carton de doublage français au cinéma.

## Accueil
Le téléfilm a été vu par 391 000 téléspectateurs lors de sa première diffusion.